# 30 Gallon Tank
30 Gallon Tank é o terceiro EP da banda de indie rock Spoon. O disco foi lançado em 14 de fevereiro de 1998, como um EP promocional apresentando a banda que havia assinado recentemente com a Elektra Records. O EP contém duas faixas que também apareceram no LP A Series of Sneaks, além da música inédita "Revenge!" e outra faixa de Drake Tungsten lançada anteriormente.

## Lista de músicas
Todas as músicas foram escritas por Britt Daniel.
| N.º            | Título                             | Duração |  |
| 1.             | "30 Gallon Tank" (Daniel, Jim Eno) | 4:02    |  |
| 2.             | "Car Radio"                        | 1:30    |  |
| 3.             | "Revenge!"                         | 2:47    |  |
| 4.             | "I Could Be Underground"           | 2:08    |  |
| Duração total: | Duração total:                     | 10:27   |  |

## Integrantes
- Britt Daniel – vocais, guitarra
- Eric Harvey – teclado, guitarra, vocais
- Joshua Zarbo – baixo
- Jim Eno – bateria